# 승달산
승달산(僧達山)은 전라남도 무안군 청계면, 몽탄면에 있는 높이 333미터의 산이다. 목포대학교를 감싸 안고 있다. 무안군에서 제일 높은 산이다. 위로는 연징산, 아래로는 국사봉, 대봉산으로 연결된다. 주요 봉우리는 매봉, 깃봉, 하루재, 법천사, 목우암이 있다. 주요 등산로 입구는 목포대박물관, 목포대기숙사, 청계제일교회, 청림마을, 목포대 골프연습장 안쪽의 단풍나무길, 달산수원지, 연징산에서부터 내려온 능선이 있다.

## 같이 보기
- 한국의 산

## 참고
- 네이버 한국지명자료집